# 朱濟燁
高平懷簡王朱濟燁（1379年11月4日－1407年12月8日），晉恭王朱棡之庶二子。洪武十二年九月戊午生。永樂初封高平王，五年薨，諡懷簡，得年二十九。無子，国除。
高平怀简王妃王氏（1377-1456）洪武十年生，景泰七年薨，年七十九。无嗣。